# Моносульфід вуглецю
Моносульфід вуглецю — хімічна сполука з формулою CS. Ця двоатомна молекула є сірковим аналогом монооксиду вуглецю. Вона нестабільна у твердому чи рідкому стані, але її спостерігали в газоподібному стані як у лабораторії, так і в міжзоряному середовищі. Молекула нагадує монооксид вуглецю з потрійним зв'язком між вуглецем і сіркою. Молекула не є внутрішньо нестабільною, але схильна до полімеризації, спричинену більшою стабільністю одинарних зв’язків C–S.
Повідомлялося про полімери з формулою (CS)n, формальним димером яких є етендитіон. Крім того, CS спостерігався як ліганд у деяких комплексах перехідних металів.